# Стрип, Мерил
Мэ́ри Луи́з (Ме́рил) Стрип (англ. Mary Louise «Meryl» Streep; род. 22 июня 1949, Саммит, Юнион, Нью-Джерси, США) — американская актриса театра, кино, телевидения и озвучивания, кинопродюсер. Киноведами и критиками признана одной из величайших актрис своего времени.
Кинодебют Стрип состоялся в 1977 году с выходом на широкие экраны мелодрамы Фреда Циннемана «Джулия». Первую номинацию на «Оскар» актриса получила за роль Линды в военной драме Майкла Чимино «Охотник на оленей», первую статуэтку — за роль супруги главного героя в социальной драме «Крамер против Крамера», вторую — за исполнение роли польской эмигрантки Софи Завистовски в драме «Выбор Софи», третью — за перевоплощение в премьер-министра Великобритании Маргарет Тэтчер в биографической ленте «Железная леди».
Мерил Стрип — трёхкратная обладательница премии «Оскар» (с 21 номинацией за актёрскую работу — больше, чем у любого другого актёра (актрисы) в истории кинематографа), «Эмми», «Спутник», двукратный лауреат премий BAFTA и премии Гильдии киноактёров США, девятикратная обладательница премии «Золотой глобус» (с 33 номинациями), что является абсолютным рекордом за всю историю этой награды, лауреат почётной премии «Сезар» и владелица именной звезды на Голливудской «Аллее славы». Помимо самых авторитетных кинопремий, Стрип является номинанткой на престижную театральную награду «Тони» и призёром двух крупнейших кинофестивалей мира — Каннского (1989) и Берлинского (2003).
Самые примечательные фильмы с участием Мерил Стрип — «Охотник на оленей» (1978), «Крамер против Крамера» (1979), «Выбор Софи» (1982), «Из Африки» (1985), «Мосты округа Мэдисон» (1995), «Адаптация» (2002), «Часы» (2002), «Дьявол носит Prada» (2006), «Мамма миа!» (2008), «Сомнение» (2008), «Джули и Джулия: Готовим счастье по рецепту» (2009), «Железная леди» (2011), «Весенние надежды» (2012), «Август: Графство Осейдж» (2013), «Чем дальше в лес…» (2014), «Рики и Флэш» (2015), «Флоренс Фостер Дженкинс» (2016) и «Секретное досье» (2017).

## Ранние годы и образование
Мэри Луиз Стрип родилась 22 июня 1949 года в Саммите (штат Нью-Джерси). Отец, Гарри Уильям Стрип-младший, — менеджер фармацевтической компании, мать Мэри Вульф — художница. Помимо Мерил, в семье росли два её брата — Дэна и Гарри. Семья принадлежала к пресвитерианской церкви. Мать Мерил Стрип имела швейцарское, ирландское и английское происхождение, отец — нидерландское (при этом его отдалёнными предками были сефарды).
Детство Мерил провела в боро Бернардсвилль (Нью-Джерси), где обучалась в Высшей школе Бернардс. В 1971 году Стрип получила степень бакалавра искусств по специализации «драма» в колледже Вассар, там её преподавателем недолгое время была актриса Джин Артур, и в течение одной четверти обучалась по обмену в Дартмутском колледже. Впоследствии актриса получила ещё и степень магистра искусств (Master of Fine Arts) в Йельской школе драмы, во время учёбы в которой Стрип исполняла роли разнообразных персонажей в местном театральном кружке: от жеманной Елены в шекспировском «Сне в летнюю ночь» до 80-летней старушки в спектакле по пьесе Кристофера Дюранга и Альберта Иннаурато «Идиот Карамазов».

## Карьера

### Начало актёрской карьеры и первый «Оскар»
После окончания Йельской школы драмы Стрип переехала в Нью-Йорк, где играла в разных театральных постановках, в том числе в демонстрировавшихся на Нью-Йоркском шекспировском фестивале спектаклях «Генрих V», «Укрощение строптивой» с Раулем Хулией в главной роли и «Мера за меру», где партнёрами Стрип были Сэм Уотерстон и Джон Казале, с которым у актрисы вскоре начался роман. В 1975 году Стрип не прошла кастинг на главную женскую роль в фильме «Кинг-Конг». Продюсер Дино де Лаурентис, обсуждая Стрип со своим сыном по-итальянски, сказал: «Зачем ты прислал мне эту свинью? Эта женщина настолько уродлива…» — и был шокирован, когда актриса ответила ему на том же языке: «Мне очень жаль, что я разочаровала вас».

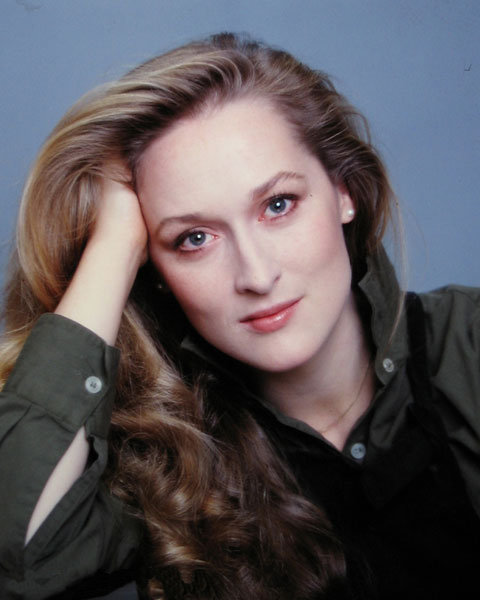
Мерил Стрип в 1979 году

Через два года Мерил Стрип сыграла в первом полнометражном фильме — мелодраме Фреда Циннемана «Джулия», в которой исполнила небольшую роль Энн-Мари. Фильм был благосклонно принят мировыми кинокритиками и получил три «Оскара» на 50-й церемонии вручения. Спустя год Мерил согласилась на роль Линды в военной драме Майкла Чимино «Охотник на оленей». Как позже признавалась Стрип, она дала согласие сыграть в фильме только из-за того, что одну из главных ролей в нём исполнял её возлюбленный Джон Казале, уже смертельно больной. Актриса не была заинтересована в самой роли и говорила, что «им была нужна девушка между двумя парнями, и ею стала я». Фильм стал событием и был номинирован на девять «Оскаров», выиграв пять из них, в том числе и в категории «Лучший фильм». Сама Мерил Стрип выдвигалась в номинации «Лучшая женская роль второго плана», но проиграла Мэгги Смит. Помимо премии Киноакадемии, Стрип номинировалась и на «Золотой глобус», но снова проиграла, в этот раз Дайан Кэннон. В восторг от игры Стрип пришёл кинокритик Дан Жарден, сказав, что «… Стрип — лучшая актриса всех времён. Навсегда». Ему вторил Винсент Кэнби (The New York Times): «Мерил Стрип, давно признанная за её перевоплощения на сцене нью-йоркских театров, показала сокрушительную актёрскую игру …».
В том же году в мини-сериале Марвина Чомски «Холокост» Стрип исполнила роль немки Инги Хельм, которая вышла замуж за еврейского художника Карла Вайсса. Позже актриса призналась: «Я согласилась из-за денег. Я очень сильно в них нуждалась и не скрываю этого». Мини-сериал был положительно принят кинокритиками и номинировался на «Эмми» в пятнадцати номинациях (8 побед) и на три премии «Золотой глобус» (2 победы). За исполнение роли несчастной немки Мерил Стрип стала обладательницей первой премии «Эмми» в категории «Лучшая женская роль в мини-сериале или фильме». После возвращения из Германии, где проходили съёмки «Холокоста», Мерил обнаружила, что состояние Джона Казале сильно ухудшилось, и всё своё время до его смерти она провела с ним. Джон Казале скончался от рака лёгкого 12 марта 1978 года.
В 1979 году Мерил Стрип появилась в трёх картинах: романтической комедии Вуди Аллена «Манхэттен», политическом триллере Джерри Шацберга «Соблазнение Джо Тайнена» и социальной драме Роберта Бентона «Крамер против Крамера». Все три фильма были очень хорошо приняты публикой и критиками и отмечены премиями. Последний фильм выдвигался в девяти номинациях на «Оскар» и победил в пяти из них, включая «Лучший фильм». За роль дизайнера Джоанны Крамер, судящейся с мужем из-за пятилетнего ребёнка, Мерил Стрип получила первую в жизни статуэтку на 52-й церемонии вручения; кроме этого, Стрип стала лауреатом премии «Золотой глобус». Винсент Кэнби назвал игру Стрип «одной из наиболее важных за 1979 год», а Дон Вилмотт счёл, что «именно этот фильм сделал из Мерил Стрип настоящую звезду». Примечательно, что при обсуждении сценария с продюсером Стэнли Джэффи, режиссёром Робертом Бентоном и партнёром по съёмочной площадке Дастином Хоффманом Стрип настаивала, чтобы её персонаж был ближе к реальным женщинам, которые сталкиваются с разводом и судом, и не был «слишком злым». Все присутствующие согласились с предложенным актрисой вариантом, и сценарий был заново переписан.

### Второй «Оскар» и востребованность в Голливуде
После успеха на «Оскаре» Мерил Стрип стала целиком востребована в Голливуде и получала множество новых предложений о съёмках. Первой ролью актрисы 1980-х годов стала роль Сары Вудраф в мелодраме Карела Рейша «Женщина французского лейтенанта» по классическому роману Джона Фаулза. Вместе со Стрип играл тогда ещё начинающий актёр Джереми Айронс. Слаженная актёрская работа принесла Мерил Стрип первую премию BAFTA, второй «Золотой глобус» и третью номинацию на «Оскар», в которой актриса проиграла прославленной Кэтрин Хепбёрн, получившей рекордный 4-й «Оскар» в карьере. В 1982 году на экраны мировых кинотеатров вышла драма Алана Пакулы «Выбор Софи» (экранизации одноимённого романа Уильяма Стайрона), в которой Мерил Стрип сыграла польку Софи Завистовски, пережившую нацистскую оккупацию и эмигрировавшую в США. В новой жизни героиню Стрип преследовало чувство вины за гибель детей в лагере (по прибытии туда немецкие солдаты предоставили ей выбор: убить сразу сына или дочь) и за отца, который был убеждённым антисемитом. Всё это привело Софи к трагическому концу. За исполнение этой роли Мерил Стрип была удостоена второй статуэтки премии «Оскар» и третьего «Золотого глобуса». Авторитетный кинокритик Роджер Эберт высказал своё мнение об актёрской игре Стрип так:
Мерил Стрип чудесна в роли Софи. Она не выглядит, не звучит и не воспринимается как та Мерил Стрип, которую мы видели ранее в фильмах «Охотник на оленей», «Манхэттен» или «Женщина французского лейтенанта». Что-то есть в ней здесь более колоритное; здесь она веселее и раскованнее, она лучится хорошим настроением и игривостью перед тем, как начать рассказывать Стинго о своём прошлом. В бруклинских сценах у Стрип очаровательный польско-американский выговор (это первый акцент, который мне хотелось обнять). В этом фильме она воплощает весь спектр человеческих эмоций — без всяких видимых усилий. Это одна из самых потрясающих актёрских работ, естественных и в то же время лишённых всякой наигранности, какие себе только можно представить.
— Роджер Эберт
По словам рецензента The New York Times, Джанет Маслин, Стрип достигла почти невозможного, воплотив героиню Стайрона достаточно убедительно для зрителя, но сохранив весь заложенный писателем масштаб персонажа. Успех не оставил её и в следующей работе в байопике «Силквуд», где она исполнила роль активистки Карен Силквуд, работницы фабрики по очистке плутония, которая вступает в борьбу с администрацией, виновной во многих нарушениях технологии и, как следствие, в радиоактивном заражении сотрудников.

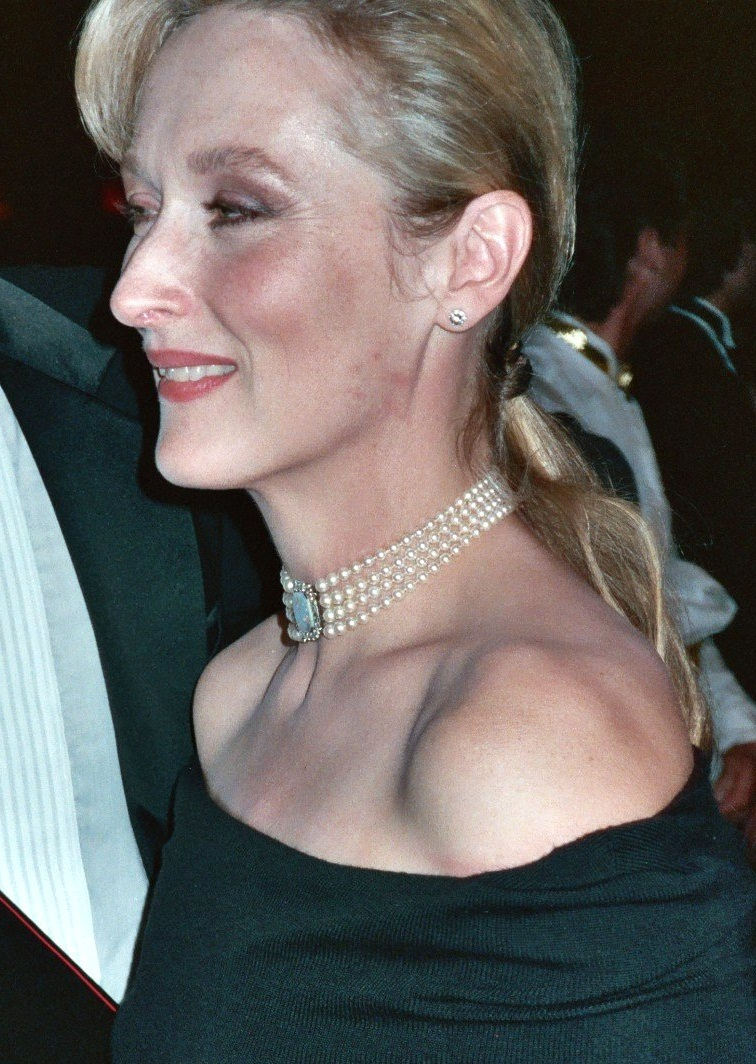
Мерил Стрип на 61-й церемонии вручения премии «Оскар» в 1989 году

В 1985 году Мерил Стрип перевоплотилась в датскую баронессу Карен фон Бликсен-Финеке в драме Сидни Поллака «Из Африки». Фильм собрал хорошую кассу и множество кинопремий, в том числе семь «Оскаров» и три «Золотых глобуса». Сама Стрип номинировалась на обе премии и оба раза уступила — Джеральдине Пейдж и Вупи Голдберг соответственно. Несмотря на большое количество номинаций, актёрские работы Роберта Редфорда и Мерил Стрип в основном негативно оценивались мировыми кинокритиками. Большинство из них сетовало на отсутствие «любовной химии» между актёрами, которая по сюжету должна была быть. На протяжении следующих двух лет Стрип появилась в двух картинах с участием Джека Николсона — «Ревность» Майка Николса и «Чертополох» Эктора Бабенко.
Драма Фреда Скеписи «Крик в темноте» (1988) принесла актрисе новые номинации на «Оскар» и «Золотой глобус» и единственный в карьере приз за лучшую женскую роль Каннского киносмотра. Актриса проиграла «Оскар» Джоди Фостер и «Золотой глобус» Фостер, Сигурни Уивер и Ширли Маклейн. Стрип сыграла Линди Чемберлейн, осуждённую за убийство собственного ребёнка. Винсент Кэнби назвал игру Стрип «несравненной». С ним согласился и Роджер Эберт, добавив, что «Стрип сыграла рискованно, но уверенно». Два года спустя на широкие экраны кинотеатров вышла трагикомедия Майка Николса «Открытки с края бездны», в которой Стрип исполнила роль актрисы-наркоманки Сьюзан Вэйл. В очередной раз Стрип номинировалась на «Оскар» и «Золотой глобус», однако на обеих церемониях вручения статуэтки достались другим актрисам — Кэти Бейтс и Джулии Робертс соответственно. После выхода «Открыток» у актрисы были планы на создание фильма «Тельма и Луиза» вместе с подругой Голди Хоун, но из-за собственной беременности Стрип не смогла принять участие в проекте, и разработка картины отошла к Ридли Скотту.
Биограф Карен Холлингер описала 1990-е годы как «абсолютный спад популярности фильмов с участием Мерил Стрип». Первая половина 1990-х годов оказалась наиболее неудачной в карьере Мерил Стрип. Если за провальную комедию «Дьяволица» актриса выдвигалась на «Золотой глобус», то в дальнейшем неудачи преследовали Стрип по пятам. В первой половине 1990-х годов Стрип сыграла в таких провалившихся, по отзывам кинокритиков, картинах, как «Защищая твою жизнь» (1991), «Смерть ей к лицу» (1992), «Дом духов» (1993), «Дикая река» (1994). Единственным успешным проектом среди них была драма Клинта Иствуда «Мосты округа Мэдисон», в которой актриса перевоплотилась в добропорядочную итальянку Франческу Джонсон. Фильм Иствуда часто сравнивают с советской мелодрамой Татьяны Лиозновой «Три тополя на Плющихе». Роль Франчески Джонсон принесла Мерил Стрип уже стандартные номинации на премии «Оскар» и «Золотой глобус», и в очередной раз актриса уступила Сьюзан Сарандон и Шэрон Стоун соответственно. Актёрская игра Стрип в этом фильме высоко оценивалась ведущими кинокритиками мира. Репортёр газеты The New York Times Джанет Маслин заявила, что «это лучшая роль Мерил Стрип за последние годы»; оставшись недовольным фильмом, критик San Francisco Chronicle Мик Ласаль высказался так:
«Мосты округа Мэдисон» принадлежат Стрип. Даже в такой недоделанной халтуре, как эта, — оказавшись в фильме, где ей не предлагается ничего иного, как ждать и удивляться, — она приковывает к себе всё внимание и кажется настоящей каждую минуту, проведённую на экране. С другой актрисой в главной роли «Мосты» вообще было бы невыносимо смотреть. В своём нынешнем виде картина обладает ценностью хотя бы потому, что здесь мы можем созерцать Стрип дольше, чем в любом другом фильме последних лет.
— Мик Ласаль
Ещё одной состоявшейся картиной 1990-х стала телевизионная драма Джима Абрахамса «Во-первых, не навреди», удостоившаяся положительных отзывов от кинокритиков. Кроме того, за исполнение роли любящей матери Лори Реймаллер Мерил Стрип номинировалась на премии «Золотой глобус» и «Эмми» в категории «Лучшая женская роль в мини-сериале или телефильме», однако уступила Элфри Вудард. Успешными проектами Стрип конца 1990-х были «Комната Марвина» (номинация на «Золотой глобус») и «Истинные ценности» вместе с «Музыкой сердца» (номинации на «Оскар», «Золотой глобус» и премию Гильдии киноактёров США за оба фильма). В «Комнате Марвина» Стрип играет Ли, женщину, согласившуюся на трансплантацию костного мозга для родной сестры, в «Истинных ценностях» — смертельно больную мать семейства Галденов, а в «Музыке сердца» — одинокого школьного преподавателя Роберту Гуаспари, пытающуюся наладить собственную жизнь после измены мужа.

### 2000-е
2000-е годы начались для Мерил Стрип с озвучки Голубой Феи в научно-фантастической драме Стивена Спилберга «Искусственный разум». В том же году, после двадцатилетнего перерыва, Стрип вернулась на сцену нью-йоркского театра ''Delacorte'', где исполнила роль Ирины Николаевны Аркадиной в спектакле по пьесе Антона Чехова «Чайка». Режиссёром постановки выступил старый друг Стрип Майк Николс, которого актриса долгое время убеждала срежиссировать этот спектакль. Постановка и актёрская работа Мерил Стрип удостоились положительных отзывов от прессы: репортёр The New York Times Бен Брэнтли сказал, что «Стрип нарисовала портрет комической жестокости и нежного понимания».
Год спустя актриса приступила к работе над перевоплощением в журналистку Сьюзан Орлеан в трагикомедии Спайка Джонза «Адаптация», за роль которой Стрип получила четвёртую статуэтку премии «Золотой глобус», а также номинации на премии «Оскар» и BAFTA. Стрип, описавшая сценарий картины как «один из наиболее интересных и неоднозначных сценариев … за последние годы», сильно хотела сыграть в фильме перед тем, как её утвердили на эту роль. Журналистка газеты Access Atlanta Элеанор Ринджел Гиллеспи сказала, что «Перевоплощение Стрип — одно из лучших в этом году. Она подвижна, элегантна и весела», а Питер Рэйнер, критик газеты New York Movies, сказал, что «… Стрип ещё никогда не была такой открытой и чувственной, как здесь».

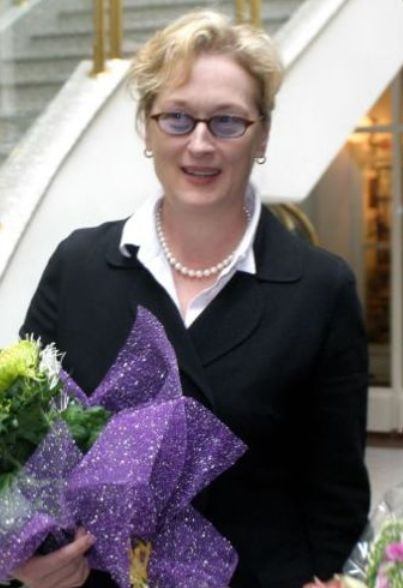
Мерил Стрип в Санкт-Петербурге в 2004 году

В том же году Мерил Стрип появилась в драме Стивена Долдри «Часы», где её партнёрами по съёмочной площадке были Николь Кидман и Джулианна Мур. Фильм был отмечен большим числом кинонаград, а все три актрисы собрали «урожай» благоприятных отзывов критиков и «премию „Серебряный медведь“ за лучшую женскую роль» на 53-м Берлинском кинофестивале. Персонаж Стрип — литературный редактор Кларисса Воган, занятая заботой об умирающем от СПИДа бывшем любовнике Ричарде. Актриса была выдвинута на премии «Золотой глобус» и BAFTA, однако на обеих церемониях вручения статуэтки достались её коллеге по фильму Николь Кидман. Журналист газеты The Guardian Питер Брэдшоу своё мнение об актёрской игре Стрип высказал так:
Актёрская игра Стрип самая логически завершённая из всех трёх главных героинь, она вернулась к сложной роли, требующей зрелого мастерства. Подобные роли в прошлых голливудских фильмах вообще были её вотчиной. Издёрганная, рассеянная, мучимая страстью, которую она пытается выдать за сочувствие к другому человеку, она с тоскливым презрением к себе понимает, что её собственная жизнь утекла сквозь пальцы.
— Питер Брэдшоу, 
Помимо Брэдшоу, положительное мнение об игре Стрип составили Патрик Нэш с сайта Three Movie Buffs («… Кидман и Стрип — блестящие актрисы»), Ли Джонсон из журнала Hollywood («… Но это Стрип, которая без какой-либо помощи, вживается в своего персонажа настолько, что при малейшем движении вы видите, что это — Кларисса») и Питер Рэйнер из газеты New York Movies («Мерил Стрип показала хороший пробег в этом месяце: сначала „Адаптация“ …, а теперь „Часы“, где её чувствительность настолько выразительна, что вы чувствуете это, как будто она внутри вашей кожи»).
В 2003 году Мерил Стрип была задействована в единственном проекте — мини-сериале Майка Николса «Ангелы в Америке», в котором актриса исполнила четыре разные роли — заботливую мать Ханны Питт, американскую шпионку Этель Розенберг, раввина Исидора Чемельвитца и ангела Австралии. За эти перевоплощения Стрип стала обладательницей второй статуэтки «Эмми» и пятого «Золотого глобуса». Через год Стрип стала самой молодой женщиной за всю историю существования Американского института киноискусства, удостоенной почётной премии «за жизненные достоинства». Помимо зарубежных премий, в 2004 году Стрип была удостоена российской премии «Верю. Константин Станиславский» с формулировкой «за покорение вершин актёрского мастерства и верность принципам школы Константина Станиславского». Приз Мерил Стрип вручал праправнук Станиславского Александер Прайор. В том же году актриса появилась в политическом триллере Джонатана Демми «Маньчжурский кандидат» (номинации на «Золотой глобус» и BAFTA) и семейной комедии Брэда Силберлинга «Лемони Сникет: 33 несчастья».
Через два года Мерил Стрип предстала в образе Миранды Пристли, властного дизайнера и главного редактора журнала «Подиум» в комедии Дэвида Френкеля «Дьявол носит Prada» (2006), собравшей в прокате более 300 млн долларов. Прототипом Пристли была реально существующая модный редактор Анна Винтур, в связи с чем Стрип пыталась сделать своего персонажа соответствующим реальному образу. Специально для картины актриса даже села на диету и похудела на 10 килограммов. Фильм был хорошо принят кинокритиками, которые отмечали также актёрскую игру Мерил Стрип. Роб Гонсальвес с сайта EFilmCritic.com сказал, что «Стрип — гораздо большая причина посмотреть фильм, чем все его составляющие», а Джо Лозито с сайта BigPictureBigSound.com высказал своё мнение так: «Мерил Стрип добавила эту роль в свой длинный список актёрских подвигов. Миранда получилась жалкой и чуткой». Роль Пристли принесла Стрип шестую статуэтку «Золотого глобуса» и номинации на премии «Оскар» и BAFTA.

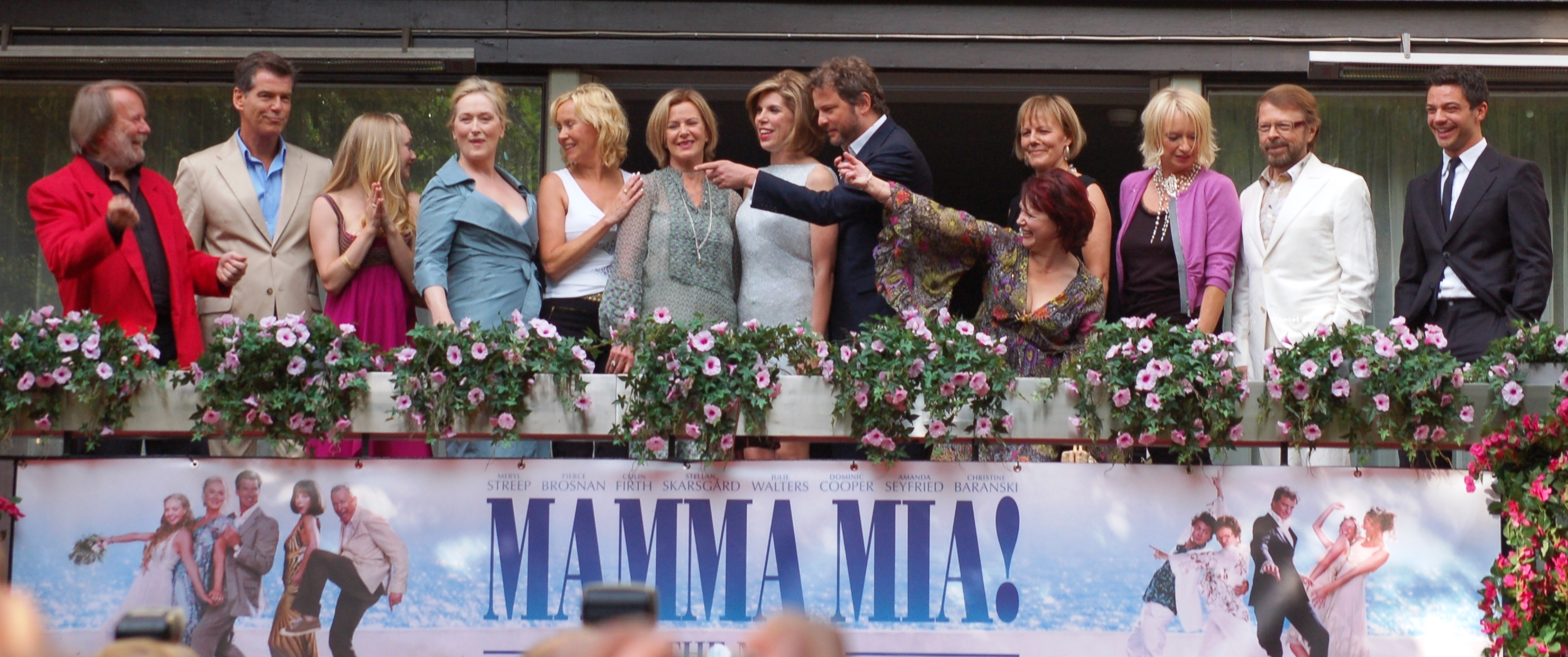
Мерил Стрип, весь состав фильма «Мамма Mia!» и четыре члена группы ABBA на премьере в Швеции, (2008 год)

В 2008 году режиссёр Филлида Ллойд начала подготовку к съёмкам мюзикла «Мамма миа!», на главную роль в котором пригласила Мерил Стрип. Персонаж Стрип — мать-одиночка Донна, одна воспитывавшая дочь Софи. Последняя решает найти своего отца, зная только, что он — кто-то из бывших возлюбленных Донны. Фильм собрал в прокате по всему миру 609 млн долларов, однако имел неоднозначные отзывы кинокритиков. В картине Мерил Стрип неоднократно пела и после выхода фильма даже издала песенный альбом, за который номинировалась на премию «Грэмми». За исполнение роли Донны Стрип выдвигалась только на премию «Золотой глобус», однако статуэтка отошла к молодой актрисе Салли Хокинс. Несмотря на это, критик журнала Slate Дана Стивенс назвала игру Стрип «энергичной», а репортёр сайта FilmFreakCentral.com Уолтер Чоу, наоборот, порицал Мерил Стрип и сказал: «… Более вероятно, что инопланетные паразиты, высосавшие мозг Мерил Стрип, когда она соглашалась на эту роль, сделали то же и с моими глазами».
Из последних проектов Мерил Стрип конца 2000-х годов:
- Детективная драма Джона Патрика Шэнли[англ.] «Сомнение» (2008), в которой Стрип исполнила роль сестры милосердия Элоизы Бовье. Номинации на премии «Оскар», «Золотой глобус» и BAFTA в категории «Лучшая женская роль»[82][85][86]. Примечательно, что во время съёмок фильма актриса совсем не пользовалась услугами стилистов и гримёров и не использовала макияж[87].
- Трагикомедийный байопик Норы Эфрон «Джули и Джулия: Готовим счастье по рецепту» (2009), роль Стрип — знаменитая писательница Джулия Чайлд, написавшая книгу «Осваивая искусство французской кухни». Седьмая статуэтка премии «Золотой глобус», номинации на премии «Оскар» и BAFTA[88][89][90].
- Мелодраматическая комедия Нэнси Мейерс «Простые сложности»; Стрип перевоплотилась в Джейн Адлер, мать троих детей и владелицу ресторана в Санта-Барбаре. Номинация на премию «Золотой глобус» в категории «Лучшая женская роль — комедия или мюзикл»[88].

### 2010-е: третий «Оскар» и новые проекты

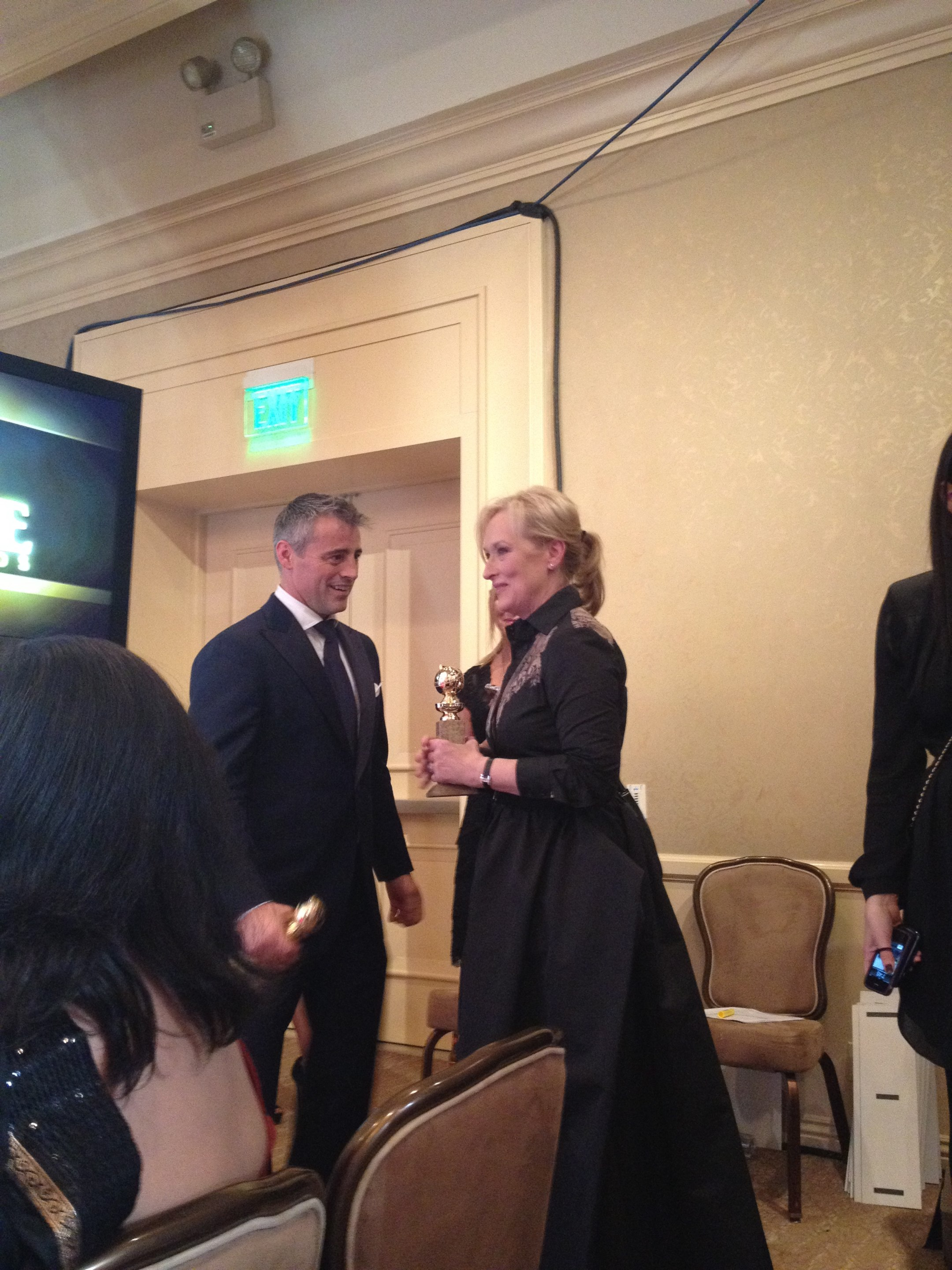
Мэтт Леблан и Мерил Стрип на 69-й церемонии вручения премии «Золотой глобус» в 2012 году

В 2011 году, в драматическом байопике Филлиды Ллойд «Железная леди», Мерил Стрип сыграла премьер-министра Великобритании Маргарет Тэтчер. Несмотря на большинство отрицательных отзывов со стороны коллег Тэтчер и её сторонников, критики хвалили актёрскую игру Мерил Стрип. Журналист газеты The Daily Telegraph Дэвид Гриттен сказал, что «всевозможные награды и премии достанутся Стрип в этом году». Ксен Брукс, пишущий для газеты The Guardian, назвал игру Стрип «удивительной и безупречной». По словам самой баронессы Тэтчер, которая сначала отказывалась смотреть картину, мотивируя это тем, что из её карьеры сделали «своего рода развлечение», Мерил Стрип не смогла воплотить на экране реальный образ. 15 декабря 2011 года Голливудская ассоциация иностранной прессы объявила номинантов на 69-ю церемонию вручения премии «Золотой глобус». За роль Тэтчер Стрип 26-й раз была номинирована на данную премию и восьмой раз стала обладательницей статуэтки, а также получила вторую статуэтку премии BAFTA. Актрисе также прочили номинацию на премию «Оскар», на которую актриса в итоге выдвигалась, получив уже 17-ю номинацию на данную премию. 26 февраля 2012 года Мерил Стрип стала обладательницей третьей статуэтки премии «Оскар», обойдя ближайшую соперницу Виолу Дэвис.
14 февраля 2012 года Мерил Стрип был вручён почетный приз Берлинского кинофестиваля — «Золотой медведь». При объявлении этой новости директор фестиваля Дитер Косслик сказал, что «Мерил Стрип — блестящая, уникальная актриса, которая с лёгкостью балансирует между драматическими и комедийными ролями».
В этом же году в прокат вышли две картины с участием Стрип — комедия «Весенние надежды» режиссёра Дэвида Фрэнкеля, с которым актриса работала шестью годами ранее на съёмочной площадке «Дьявол носит Prada», и масштабный документальный проект «В Арктику 3D», где Стрип озвучила множество страниц закадрового текста. За участие в первой картине актрисе и её основному напарнику Томми Ли Джонсу прочили очередные номинации на «Оскар», и хотя в шорт-лист Стрип не попала, она выдвигалась на другую премию — «Золотой глобус», 27-й раз в своей карьере.
«Кажется, что Мерил Стрип присоединяется к гонке за „Оскар“ каждый раз, когда появляется в [любом] фильме» — так начинает свою заметку о новой картине со Стрип «Август: Графство Осейдж» газета Daily Mail. В драме режиссёра Джона Уэллса актриса исполнила роль матриарха большого семейства, собравшегося вместе на похоронах Беверли Уэстона — мужа героини Стрип. Помимо всех проблем, навалившихся на неё, женщина к тому же узнаёт, что больна раком. Премьера ленты состоялась на международном кинофестивале в Торонто в сентябре 2013 года, где актёрская работа Стрип традиционно была встречена восторженными отзывами со стороны критиков. Актриса была выдвинута на премии «Оскар» и «Золотой глобус», однако на обеих церемониях она уступила Кейт Бланшетт и Эми Адамс соответственно.
В киноадаптации мюзикла «Чем дальше в лес» персонаж Мерил Стрип — ведьма, наложившая заклятие бездетности на пекаря и его жену. Чтобы вернуть себе былую красоту, она согласилась снять с них заклятие в обмен на 4 вещи. После получения роли Стрип призналась, что нарушила своё правило «не играть ведьм», поскольку сочла проект Маршалла весьма заманчивым. В интервью она рассказывала: «Когда мне исполнилось 40 лет, в течение года я получала предложения сыграть трёх ведьм. И ничего другого. <…> Только ведьм. Я думала: „Боже, должен же быть другой путь“». Перевоплощение актрисы принесло ей уже привычное признание от кинокритиков и номинации на «Оскар» и «Золотой глобус».
В 2015 году Стрип появилась в трагикомедии «Рики и Флэш», где она вновь сотрудничала с режиссёром Джонатаном Демми. В фильме Стрип предстала в весьма неожиданном образе — известной рок-звезды, получившей шанс вернуться к своей семье, от которой отдалилась ради карьеры. Для этой роли актриса училась играть на гитаре. Также этот фильм стал вторым в карьере Стрип, где она снималась со своей дочерью Мэми Гаммер. За роль актрисе прочили номинацию на «Золотой глобус». Другим фильмом 2015 года с участием Мерил Стрип стала историческая драма «Суфражистка». В фильме актриса сыграла небольшую, но ключевую роль активистки Эммелин Панкхёрст, лидера британского движения суфражисток, которая помогала женщинам добиться избирательного права. Хотя Стрип и получила высокие оценки за свою игру, она была подвергнута некоторой критике за противоречивую позицию во время маркетинга фильма.
В феврале 2016 года Стрип была председателем жюри 66-го Берлинского международного кинофестиваля. Её единственным фильмом 2016 года стала биографическая трагикомедия «Флоренс Фостер Дженкинс». За роль оперной певицы с полным отсутствием музыкального слуха и голоса, мечтавшей выступать в Карнеги-холл, актриса номинировалась на «Золотой глобус» и BAFTA, а также юбилейный 20-й раз на «Оскар». Премию за фильм на церемонии «Золотого глобуса» она тогда не выиграла, однако была удостоена награды в другой категории — «Сесиля Б. Де Милля» за выдающийся вклад в кинематограф.
В 2017 году Мерил Стрип снялась в политическом триллере Стивена Спилберга «Секретное досье», сыграв главу The Washington Post Кэй Грэм, которая совместно с Беном Брэдли (в исполнении Тома Хэнкса) принимает решение опубликовать скандальные документы об участии США во Вьетнамской войне, несмотря на угрозы со стороны правительства закрыть газеты. Игра Стрип получила высокие оценки от кинокритиков, в частности, Крис Нашавати из Entertainmemt Weekly назвал её исполнение «одним из лучших за последние годы». Актриса получила новые номинации на «Оскар» и «Золотой глобус», однако уступила обе награды Фрэнсис Макдорманд.
В 2018 году Стрип вновь вернулась к роли Донны в картине «Mamma Mia! 2», однако в этот раз её персонаж лишь эпизодически появляется в финале фильма. Героиню Стрип в юности исполнила актриса Лили Джеймс. В этом же году было сообщено, что Стрип присоединилась к актёрскому составу второго сезона сериала «Большая маленькая ложь». В сериале актриса исполнила роль Мэри Луиз Райт, матери одного из героев, названной в честь самой Стрип. При этом актриса впервые в своей карьере согласилась сниматься в проекте, даже не читая сценария. Критики в очередной раз положительно отозвались об игре Стрип. Кэрин Джеймс посчитала её игру «восхитительной и коварной», а саму героиню Стрип — «воплощением пассивно-агрессивной бабушки», а Бен Трэверс писал, что «Стрип, щеголяющая искусственными зубами и сдерживающая собственную боль, — ещё большее удовольствие, чем вы можете себе представить».

## Критика, признание и амплуа
Мерил Стрип — по большей части драматическая актриса, которая неоднократно признавалась кинокритиками «одной из лучших актрис нашего времени». Авторитетный критик Роджер Эберт назвал её «лучшей актрисой своего поколения, выдающей одну великолепную актёрскую игру за другой»; с ним соглашалась актриса Дайан Китон, назвавшая Стрип «гением её поколения».

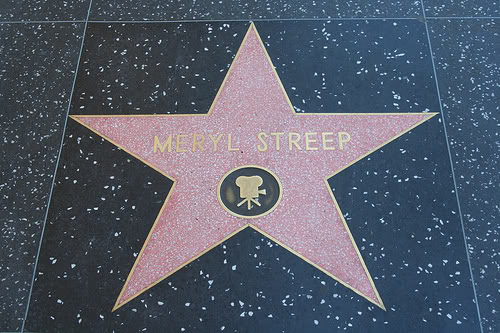
Звезда Мерил Стрип на Голливудской «Аллее славы»

Роберт Де Ниро, говоря о сотрудничестве с Мерил Стрип, называл её «по-настоящему особенным человеком и великой актрисой», Джек Николсон охарактеризовал её «настолько идеальной, что она может превратиться в священную корову», а Курт Рассел признался, что «влюблён» в актрису. О том, почему Клинт Иствуд выбрал именно Стрип на главную роль в фильме «Мосты округа Мэдисон», режиссёр коротко ответил: «Она — величайшая актриса в мире».
В списке «10 лучших работ Мерил Стрип в кино», составленном сайтом Rotten Tomatoes, первое место занимает роль Джилл в комедии Вуди Аллена «Манхэттен», а сайт Examiner.com присудил победу её исполнению роли Инги Хельм-Вайсс в мини-сериале «Холокост». Кроме актёрской игры Стрип, многие рецензенты отмечали также её способность имитировать различные иностранные акценты. Так, в фильме «Из Африки» актриса использовала датский акцент, в картинах «Беспокойное сердце» и «Железная леди» — британский, а в ленте «Мосты округа Мэдисон» — итальянский. Для драмы «Выбор Софи» Стрип даже специально брала курс польского языка. На вопрос, помогают ли акценты перевоплотиться в персонажа, актриса отвечала: «Я всегда заходила в тупик, когда мне задавали этот вопрос. Как я вообще могу играть роль и говорить своим голосом?» Отвечая на вопрос, как ей удаётся так воспроизводить иностранные акценты, Стрип ответила: «Я слушаю».
За жизненные достоинства и признание в сфере кинематографа 5 декабря 2011 года Мерил Стрип была награждена специальной премией центра имени Джона Кеннеди, которую актрисе вручал президент США Барак Обама.

## Личная жизнь и деятельность вне кинематографа

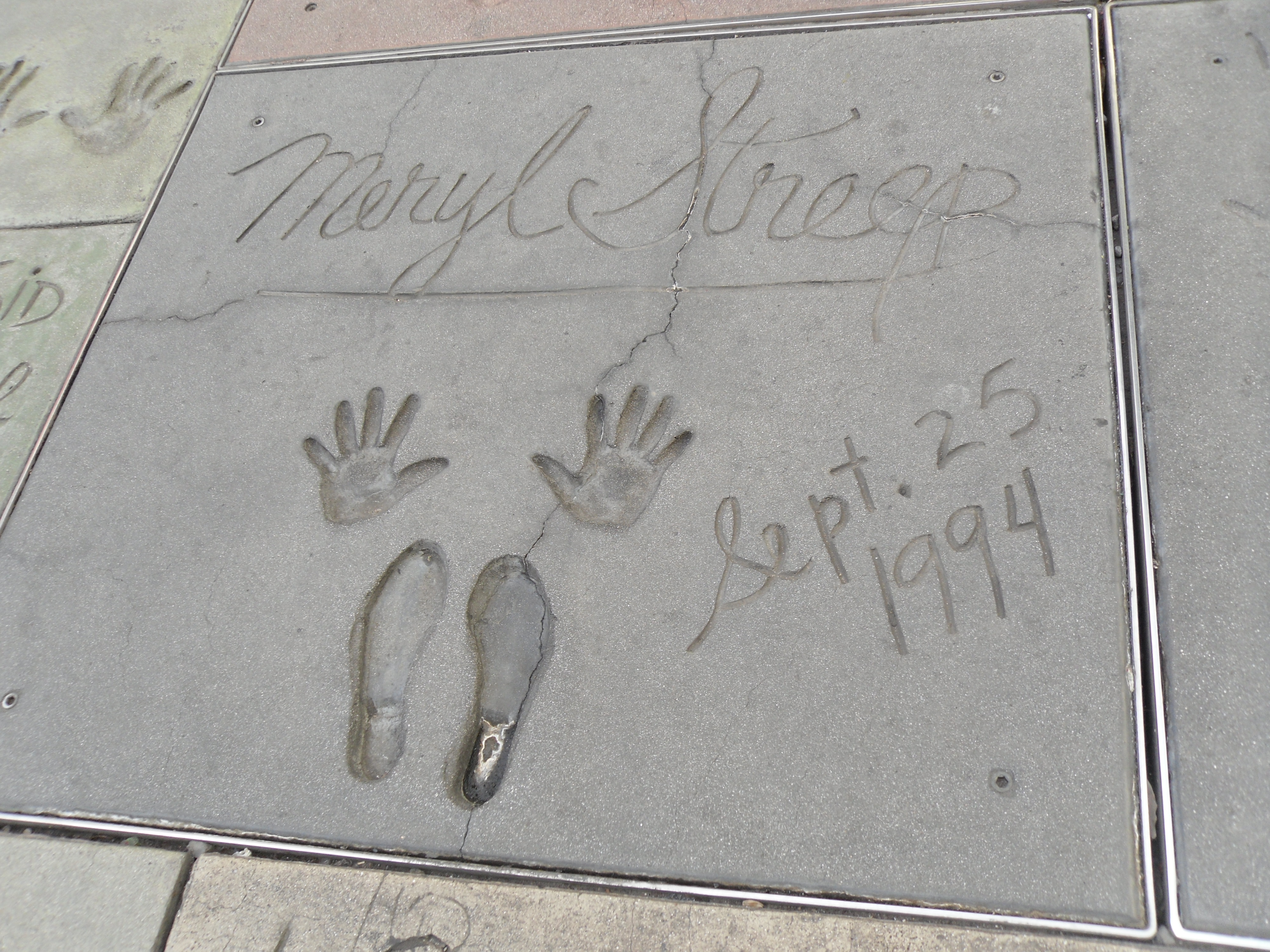
Отпечатки рук и ног Мерил Стрип перед Китайским театром Граумана

Мерил Стрип была помолвлена с актёром Джоном Казале с 1976 года вплоть до его смерти от рака лёгкого в марте 1978 года. В том же году актриса вышла замуж за скульптора Дона Гаммера, от которого у неё четверо детей: Генри (Хэнк) Вулф Гаммер (род. 13 ноября 1979), Мэри Уилла (Мэми) Гаммер (род. 3 августа 1983), Грейс Джейн Гаммер (род. 9 мая 1986) и Луиза Джейкобсон Гаммер (род. 12 июня 1991). Мэми, Грейс и Луиза стали актрисами, Хэнк — музыкант, выступающий под именем Генри Вулф. В феврале 2019 года Мерил Стрип впервые стала бабушкой, после того как её дочь Мэми родила сына.
В октябре 2023 года стало известно, что Мэрил Стрип официально развелась с Доном Гаммером. Некоторые источники утверждают, что пара жила раздельно уже последние 6 лет.
Мерил Стрип — крёстная мать актрисы Билли Лурд.
На вопрос, придерживается ли Стрип религии, сама актриса ответила: «Я не следую никакой доктрине. Я не принадлежу к церкви, храму, синагоге или ашраму. Но я не исключаю возможности того, что Бог существует. У меня есть чувство того, что я должна делать мир лучше. Откуда же это взялось?».
В 1985 году пианист Джордж Уинстон записал альбом The Velveteen Rabbit, на котором под его музыку Мерил Стрип читала текст книги «Вельветовый кролик», классики англоязычной детской литературы; альбом номинировался на 28-й церемонии «Грэмми» среди лучших альбомов для детей.
В 2001 году Мерил Стрип совместно с Лиамом Нисоном была ведущей Нобелевского концерта. В 2010 году актриса вошла в состав Американской академии искусства и литературы и была удостоена почётного звания доктора искусствоведения в Гарвардском университете. Помимо этого, Мерил Стрип является оратором Национального музея женской истории, в который вложила значительную сумму денег и где вела многочисленные мероприятия.
Мерил Стрип критически относится к политике Дональда Трампа.

## Актёрские работы

### Фильмография
| Год       |     | Русское название                           | Оригинальное название                           | Роль                                  |
| --------- | --- | ------------------------------------------ | ----------------------------------------------- | ------------------------------------- |
| 1977      | ф   | Джулия                                     | Julia                                           | Анна Мари                             |
| 1977      | тф  | Самый смертоносный сезон                   | The Deadliest Season                            | Шэрон Миллер                          |
| 1978      | ф   | Охотник на оленей                          | The Deer Hunter                                 | Линда                                 |
| 1978      | тф  | Необычные женщины... и другие              | Uncommon Women...and others                     | Лейла                                 |
| 1978      | мтф | Холокост                                   | Holocaust                                       | Инга Хельмс-Вайсс                     |
| 1979      | ф   | Манхэттен                                  | Manhattan                                       | Джилл                                 |
| 1979      | ф   | Соблазнение Джо Тайнена                    | The Seduction of Joe Tynan                      | Карен Трейнор                         |
| 1979      | ф   | Крамер против Крамера                      | Kramer vs Kramer                                | Джоанна Крамер                        |
| 1981      | ф   | Женщина французского лейтенанта            | The French Lieutenant’s Woman                   | Сара / Анна                           |
| 1982      | ф   | В ночной тиши                              | Still of the Night                              | Брук Рейнольдс                        |
| 1982      | ф   | Выбор Софи                                 | Sophie’s Choice                                 | Софи Завистовски                      |
| 1982      | тф  | Алиса во дворце                            | Alice at the Palace                             | Алиса                                 |
| 1983      | ф   | Силквуд                                    | Silkwood                                        | Карен Силквуд                         |
| 1984      | ф   | Влюблённые                                 | Falling in love                                 | Молли Гилмор                          |
| 1985      | ф   | Беспокойное сердце                         | Plenty                                          | Сьюзен Траэрн                         |
| 1985      | ф   | Из Африки                                  | Out of Africa                                   | Карен Бликсен                         |
| 1986      | ф   | Ревность                                   | Heartburn                                       | Рэйчел Сэмстат                        |
| 1987      | ф   | Чертополох                                 | Ironweed                                        | Хэлен Арчер                           |
| 1988      | ф   | Крик в темноте                             | A Cry in the Dark                               | Линди Чемберлейн                      |
| 1989      | ф   | Дьяволица                                  | She-Devil                                       | Мэри Фишер                            |
| 1990      | ф   | Открытки с края бездны                     | Postcards from the Edge                         | Сьюзан Вейл                           |
| 1991      | ф   | Защищая твою жизнь                         | Defending Your Life                             | Джулия                                |
| 1992      | ф   | Смерть ей к лицу                           | Death Becomes Her                               | Мэдлин Эштон                          |
| 1993      | ф   | Дом духов                                  | The House of the Spirits                        | Клара                                 |
| 1994      | ф   | Дикая река                                 | The River Wild                                  | Гейл Хартман                          |
| 1995      | ф   | Мосты округа Мэдисон                       | The Bridges of Madison County                   | Франческа Джонсон                     |
| 1996      | ф   | До и после                                 | Before and After                                | Кэролин Райан                         |
| 1996      | ф   | Комната Марвина                            | Marvin’s Room                                   | Ли                                    |
| 1997      | ф   | Не навреди                                 | ...First do no harm                             | Лори Реймюллер                        |
| 1998      | ф   | Танцы во время Луназы                      | Dancing at Lughnasa                             | Кейт Манди                            |
| 1998      | ф   | Истинные ценности                          | One True Thing                                  | Кейт Галден                           |
| 1999      | ф   | Музыка сердца                              | Music of the Heart                              | Роберта Гаспари                       |
| 2001      | ф   | Искусственный разум                        | Artificial Intelligence: A.I.                   | Голубая Фея                           |
| 2002      | ф   | Адаптация                                  | Adaptation                                      | Сьюзан Орлеан                         |
| 2002      | ф   | Часы                                       | The Hours                                       | Кларисса Воган                        |
| 2003      | ф   | Застрял в тебе                             | Stuck on You                                    | Камео                                 |
| 2003      | мтф | Ангелы в Америке                           | Angels in America                               | Ханна Питт / Этель Розенберг / Раввин |
| 2004      | ф   | Маньчжурский кандидат                      | The Manchurian Candidate                        | Элеанор Шоу                           |
| 2004      | ф   | Лемони Сникет: 33 несчастья                | Lemony Snicket’s A Series of Unfortunate Events | тётушка Жозефина                      |
| 2005      | ф   | Мой лучший любовник                        | Prime                                           | Лиза Мецгер                           |
| 2006      | ф   | Компаньоны                                 | A Prairie Home Companion                        | Иоланда Джонсон                       |
| 2006      | ф   | Дьявол носит Prada                         | The Devil Wears Prada                           | Миранда Пристли                       |
| 2006      | мф  | Гроза муравьёв                             | The Ant Bully                                   | Королева                              |
| 2007      | ф   | Тёмная история                             | Dark Matter                                     | Джоанна Силвер                        |
| 2007      | ф   | Вечер                                      | Evening                                         | Лила Уиттенборн                       |
| 2007      | ф   | Версия                                     | Rendition                                       | Коррин Уитман                         |
| 2007      | ф   | Львы для ягнят                             | Lions for Lambs                                 | Жанин Рот                             |
| 2008      | ф   | Мамма Миа!                                 | Mamma Mia!                                      | Донна Шеридан                         |
| 2008      | ф   | Сомнение                                   | Doubt                                           | сестра Элозиус Бьювьер                |
| 2008      | ф   | Лента из песка                             | Ribbon of Sand                                  | Рэйчел Карсон                         |
| 2009      | ф   | Джули и Джулия: Готовим счастье по рецепту | Julie & Julia                                   | Джулия Чайлд                          |
| 2009      | ф   | Простые сложности                          | It's complicated                                | Джейн                                 |
| 2009      | мф  | Бесподобный мистер Фокс                    | Fantastic Mr. Fox                               | Миссис Фокс                           |
| 2010—2012 | с   | Интернет-терапия                           | Web Therapy                                     | Камилла Боунер                        |
| 2011      | ф   | Железная леди                              | The Iron Lady                                   | Маргарет Тэтчер                       |
| 2012      | ф   | Весенние надежды                           | Hope Springs                                    | Кэй Соумс                             |
| 2013      | ф   | Август: Графство Осейдж                    | August: Osage County                            | Вайолет Уэстон                        |
| 2014      | ф   | Чем дальше в лес…                          | Into the Woods                                  | ведьма                                |
| 2014      | ф   | Посвящённый                                | The Giver                                       | Главная Старейшина                    |
| 2014      | ф   | Местный                                    | The Homesman                                    | Алта Картер                           |
| 2015      | ф   | Суфражистка                                | Suffragette                                     | Эммелин Панкхёрст                     |
| 2015      | ф   | Рики и Флэш                                | Ricki and the Flash                             | Рики                                  |
| 2016      | ф   | Примадонна                                 | Florence Foster Jenkins                         | Флоренс Фостер Дженкинс               |
| 2017      | ф   | Секретное досье                            | The Post                                        | Кэй Грэм                              |
| 2018      | ф   | Mamma Mia! 2                               | Mamma Mia! Here We Go Again                     | Донна Шеридан                         |
| 2018      | ф   | Мэри Поппинс возвращается                  | Mary Poppins Returns                            | Топси Тёрви                           |
| 2019      | с   | Большая маленькая ложь                     | Big Little Lies                                 | Мэри Луиз Райт                        |
| 2019      | ф   | Прачечная                                  | The Laundromat                                  | Эллен Мартин                          |
| 2019      | ф   | Маленькие женщины                          | Little Women                                    | тётушка Марч                          |
| 2020      | ф   | Выпускной                                  | The Prom                                        | Ди Ди Аллен                           |
| 2020      | ф   | Пусть говорят                              | Let Them All Talk                               | Элис Хьюс                             |
| 2021      | ф   | Не смотри вверх                            | Don’t Look Up                                   | президент Джейн Орлеан                |
| 2022      | с   | Экстраполяции                              | Extrapolations                                  | Ева Ширер                             |
| 2023      | с   | Убийства в одном здании                    | Only Murders in the Building                    | Лоретта Деркин                        |
| 2026      | ф   | Дьявол носит Prada 2                       | The Devil Wears Prada 2                         | Миранда Пристли                       |
| 2026      | ф   | Хроники Нарнии: Племянник чародея          | The Chronicles of Narnia: The Magician's Nephew | Аслан                                 |

### Роли в театре
| Название                    | Год       | Место проведения                 | Роль                       | Ист.                    |
| --------------------------- | --------- | -------------------------------- | -------------------------- | ----------------------- |
| Трелони из колодца          | 1975      | Театр Вивиан Бомонт              | мисс Имоджен Парротт       | [ 159 ]                 |
| Память о двух понедельниках | 1976      | Театр «Playhouse»                | Патриция                   | [ 160 ]                 |
| Спецслужба                  | 1976      | Театр «Playhouse»                | Эдит Варни                 | [ 161 ]                 |
| Генрих V                    | 1976      | Театр «Delacorte»                | Кэтрин                     | [ 162 ] [ 163 ]         |
| Мера за меру                | 1976      | Театр «Delacorte»                | Изабелла                   | [ 162 ] [ 164 ] [ 165 ] |
| Вишнёвый сад                | 1977      | Театр Вивиан Бомонт              | Дуняша                     | [ 166 ]                 |
| Счастливый конец            | 1977      | Al Hirschfeld Theatre            | лейтенант Лиллиан Холлидей | [ 167 ]                 |
| Укрощение строптивой        | 1978      | Театр «Delacorte»                | Катарина                   | [ 162 ] [ 168 ]         |
| Взятые в браке              | 1979      | Общественный театр Джозефа Паппа | Андреа                     | [ 162 ] [ 169 ]         |
| Алиса на концерте           | 1980-1981 | Общественный театр Джозефа Паппа | Алиса                      | [ 162 ] [ 170 ]         |
| Чайка                       | 2001      | Театр «Delacorte»                | Аркадина                   | [ 171 ]                 |
| Мост и туннель              | 2004      | Bleecker Street Theatre          | Продюсер                   | [ 162 ] [ 172 ]         |
| Мамаша Кураж и её дети      | 2006      | Театр «Delacorte»                | Мамаша Кураж               | [ 173 ]                 |

## Награды и номинации
Полный список наград и номинаций на сайте IMDb.com.
| Награды и номинации | Награды и номинации                        | Награды и номинации                            | Награды и номинации                                                         | Награды и номинации |
| Год                 | Работа                                     | Награда                                        | Категория                                                                   | Результат           |
| ------------------- | ------------------------------------------ | ---------------------------------------------- | --------------------------------------------------------------------------- | ------------------- |
| 1978                | Охотник на оленей                          | «Оскар»                                        | «Лучшая женская роль второго плана»                                         | Номинация           |
| 1978                | Охотник на оленей                          | «Золотой глобус»                               | «Лучшая женская роль второго плана»                                         | Номинация           |
| 1978                | Охотник на оленей                          | BAFTA                                          | «Лучшая женская роль»                                                       | Номинация           |
| 1978                | Охотник на оленей                          | Национальное общество кинокритиков США         | «Лучшая женская роль второго плана»                                         | Победа              |
| 1978                | Охотник на оленей                          | American Movie Awards                          | «Лучшая женская роль второго плана»                                         | Победа              |
| 1978                | Манхэттен                                  | BAFTA                                          | «Лучшая женская роль второго плана»                                         | Номинация           |
| 1978                | Холокост                                   | «Эмми»                                         | «Лучшая женская роль в мини-сериале или фильме»                             | Победа              |
| 1979                | Крамер против Крамера                      | «Оскар»                                        | «Лучшая женская роль второго плана»                                         | Победа              |
| 1979                | Крамер против Крамера                      | «Золотой глобус»                               | «Лучшая женская роль второго плана»                                         | Победа              |
| 1979                | Крамер против Крамера                      | BAFTA                                          | «Лучшая женская роль»                                                       | Номинация           |
| 1979                | Крамер против Крамера                      | Национальный совет кинокритиков США            | «Лучшая женская роль второго плана»                                         | Победа              |
| 1979                | Крамер против Крамера                      | Круг кинокритиков Канзаса                      | «Лучшая женская роль»                                                       | Победа              |
| 1979                | Крамер против Крамера                      | Ассоциация кинокритиков Лос-Анджелеса          | «Лучшая женская роль второго плана»                                         | Победа              |
| 1979                | Крамер против Крамера                      | Круг кинокритиков Нью-Йорка                    | «Лучшая женская роль второго плана»                                         | Победа              |
| 1979                | Крамер против Крамера                      | Национальное общество кинокритиков США         | «Лучшая женская роль второго плана»                                         | Победа              |
| 1981                | Женщина французского лейтенанта            | «Оскар»                                        | «Лучшая женская роль»                                                       | Номинация           |
| 1981                | Женщина французского лейтенанта            | BAFTA                                          | «Лучшая женская роль»                                                       | Победа              |
| 1981                | Женщина французского лейтенанта            | «Золотой глобус»                               | «Лучшая женская роль — драма»                                               | Победа              |
| 1981                | Женщина французского лейтенанта            | Ассоциация кинокритиков Лос-Анджелеса          | «Лучшая женская роль»                                                       | Победа              |
| 1981                | Алиса на концерте                          | Obie                                           | «Лучшая женская роль»                                                       | Победа              |
| 1982                | Выбор Софи                                 | «Оскар»                                        | «Лучшая женская роль»                                                       | Победа              |
| 1982                | Выбор Софи                                 | BAFTA                                          | «Лучшая женская роль»                                                       | Номинация           |
| 1982                | Выбор Софи                                 | «Золотой глобус»                               | «Лучшая женская роль — драма»                                               | Победа              |
| 1982                | Выбор Софи                                 | Национальный совет кинокритиков США            | «Лучшая женская роль»                                                       | Победа              |
| 1982                | Выбор Софи                                 | Общество кинокритиков Бостона                  | «Лучшая женская роль»                                                       | Победа              |
| 1982                | Выбор Софи                                 | Круг кинокритиков Канзаса                      | «Лучшая женская роль»                                                       | Победа              |
| 1982                | Выбор Софи                                 | Ассоциация кинокритиков Лос-Анджелеса          | «Лучшая женская роль»                                                       | Победа              |
| 1982                | Выбор Софи                                 | Круг кинокритиков Нью-Йорка                    | «Лучшая женская роль»                                                       | Победа              |
| 1982                | Выбор Софи                                 | Национальное общество кинокритиков США         | «Лучшая женская роль»                                                       | Победа              |
| 1983                | Силквуд                                    | «Оскар»                                        | «Лучшая женская роль»                                                       | Номинация           |
| 1983                | Силквуд                                    | «Золотой глобус»                               | «Лучшая женская роль — драма»                                               | Номинация           |
| 1983                | Силквуд                                    | BAFTA                                          | «Лучшая женская роль»                                                       | Номинация           |
| 1983                | Силквуд                                    | Круг кинокритиков Канзаса                      | «Лучшая женская роль»                                                       | Победа              |
| 1984                | Влюблённые                                 | «Давид ди Донателло»                           | «Лучшая зарубежная актриса»                                                 | Победа              |
| 1984                |                                            | «Выбор народа»                                 | «Любимая киноактриса»                                                       | Победа              |
| 1985                | Из Африки                                  | «Оскар»                                        | «Лучшая женская роль»                                                       | Номинация           |
| 1985                | Из Африки                                  | «Золотой глобус»                               | «Лучшая женская роль — драма»                                               | Номинация           |
| 1985                | Из Африки                                  | BAFTA                                          | «Лучшая женская роль»                                                       | Номинация           |
| 1985                | Из Африки                                  | «Давид ди Донателло»                           | «Лучшая зарубежная актриса»                                                 | Победа              |
| 1985                | Из Африки                                  | Круг кинокритиков Канзаса                      | «Лучшая женская роль»                                                       | Победа              |
| 1985                | Из Африки                                  | Ассоциация кинокритиков Лос-Анджелеса          | «Лучшая женская роль»                                                       | Победа              |
| 1985                |                                            | «Выбор народа»                                 | «Любимая киноактриса»                                                       | Победа              |
| 1986                | Ревность                                   | Международный кинофестиваль в Вальядолиде      | «Лучшая женская роль»                                                       | Победа              |
| 1986                |                                            | «Выбор народа»                                 | «Любимая киноактриса»                                                       | Победа              |
| 1987                | Чертополох                                 | «Оскар»                                        | «Лучшая женская роль»                                                       | Номинация           |
| 1987                |                                            | «Выбор народа»                                 | «Любимая киноактриса»                                                       | Победа              |
| 1988                | Крик в темноте                             | «Оскар»                                        | «Лучшая женская роль»                                                       | Номинация           |
| 1988                | Крик в темноте                             | «Золотой глобус»                               | «Лучшая женская роль — драма»                                               | Номинация           |
| 1988                | Крик в темноте                             | Каннский кинофестиваль                         | «Приз за лучшую женскую роль»                                               | Победа              |
| 1988                | Крик в темноте                             | Премия австралийского киноинститута            | «Лучшая женская роль»                                                       | Победа              |
| 1988                | Крик в темноте                             | Круг кинокритиков Нью-Йорка                    | «Лучшая женская роль»                                                       | Победа              |
| 1989                | Дьяволица                                  | «Золотой глобус»                               | «Лучшая женская роль — комедия или мюзикл»                                  | Номинация           |
| 1989                |                                            | «Выбор народа»                                 | «Любимая драматическая актриса»                                             | Победа              |
| 1990                | Открытки с края бездны                     | «Оскар»                                        | «Лучшая женская роль»                                                       | Номинация           |
| 1990                | Открытки с края бездны                     | «Золотой глобус»                               | «Лучшая женская роль — комедия или мюзикл»                                  | Номинация           |
| 1990                | Открытки с края бездны                     | American Comedy Awards                         | «Самая смешная актриса»                                                     | Победа              |
| 1990                |                                            | «Выбор народа»                                 | «Любимая киноактриса»                                                       | Победа              |
| 1991                | Защищая твою жизнь                         | «Сатурн»                                       | «Лучшая киноактриса»                                                        | Номинация           |
| 1992                | Смерть ей к лицу                           | «Золотой глобус»                               | «Лучшая женская роль — комедия или мюзикл»                                  | Номинация           |
| 1992                | Смерть ей к лицу                           | «Сатурн»                                       | «Лучшая киноактриса»                                                        | Номинация           |
| 1994                | Дикая река                                 | «Золотой глобус»                               | «Лучшая женская роль — драма»                                               | Номинация           |
| 1994                | Дикая река                                 | Премия Гильдии киноактёров США                 | «Лучшая женская роль»                                                       | Номинация           |
| 1995                | Мосты округа Мэдисон                       | «Оскар»                                        | «Лучшая женская роль»                                                       | Номинация           |
| 1995                | Мосты округа Мэдисон                       | «Золотой глобус»                               | «Лучшая женская роль — драма»                                               | Номинация           |
| 1995                | Мосты округа Мэдисон                       | Премия Гильдии киноактёров США                 | «Лучшая женская роль»                                                       | Номинация           |
| 1996                | Комната Марвина                            | «Золотой глобус»                               | «Лучшая женская роль — драма»                                               | Номинация           |
| 1996                | Комната Марвина                            | Премия Гильдии киноактёров США                 | «Лучший актёрский состав»                                                   | Номинация           |
| 1996                | Комната Марвина                            | Премия Святого Христофора                      | «Лучший актёрский состав»                                                   | Победа              |
| 1996                | Комната Марвина                            | Премия Клотрудис                               | «Лучшая женская роль второго плана»                                         | Номинация           |
| 1997                | Не навреди                                 | «Золотой глобус»                               | «Лучшая женская роль — мини-сериал или телефильм»                           | Номинация           |
| 1997                | Не навреди                                 | «Эмми»                                         | «Лучшая женская роль в мини-сериале или фильме»                             | Номинация           |
| 1997                | Не навреди                                 | «Спутник»                                      | «Лучшая женская роль — мини-сериал или телефильм»                           | Номинация           |
| 1998                | Истинные ценности                          | «Оскар»                                        | «Лучшая женская роль»                                                       | Номинация           |
| 1998                | Истинные ценности                          | «Золотой глобус»                               | «Лучшая женская роль — драма»                                               | Номинация           |
| 1998                | Истинные ценности                          | Премия Гильдии киноактёров США                 | «Лучшая женская роль»                                                       | Номинация           |
| 1998                | Истинные ценности                          | «Спутник»                                      | «Лучшая женская роль — драма»                                               | Номинация           |
| 1998                | Танцы во время Луназы                      | Премия ирландского кинематографа и телевидения | «Лучшая женская роль»                                                       | Номинация           |
| 1999                | Музыка сердца                              | «Оскар»                                        | «Лучшая женская роль»                                                       | Номинация           |
| 1999                | Музыка сердца                              | «Золотой глобус»                               | «Лучшая женская роль — драма»                                               | Номинация           |
| 1999                | Музыка сердца                              | Премия Гильдии киноактёров США                 | «Лучшая женская роль»                                                       | Номинация           |
| 1999                |                                            | Премия Gotham                                  | «Почётная премия за жизненные достоинства»                                  | Победа              |
| 1999                |                                            | Берлинский кинофестиваль                       | «Камера Берлинале»                                                          | Победа              |
| 2002                | Адаптация                                  | «Оскар»                                        | «Лучшая женская роль второго плана»                                         | Номинация           |
| 2002                | Адаптация                                  | «Золотой глобус»                               | «Лучшая женская роль второго плана»                                         | Победа              |
| 2002                | Адаптация                                  | BAFTA                                          | «Лучшая женская роль второго плана»                                         | Номинация           |
| 2002                | Адаптация                                  | Премия Гильдии киноактёров США                 | «Лучший актёрский состав»                                                   | Номинация           |
| 2002                | Адаптация                                  | «Спутник»                                      | «Лучшая женская роль второго плана — комедия или мюзикл»                    | Номинация           |
| 2002                | Адаптация                                  | «Выбор критиков»                               | «Лучшая женская роль второго плана»                                         | Номинация           |
| 2002                | Адаптация                                  | Ассоциация кинокритиков Чикаго                 | «Лучшая женская роль второго плана»                                         | Победа              |
| 2002                | Адаптация                                  | Круг кинокритиков Флориды                      | «Лучшая женская роль второго плана»                                         | Победа              |
| 2002                | Адаптация                                  | Ассоциация кинокритиков Юты                    | «Лучшая женская роль второго плана»                                         | Победа              |
| 2002                | Адаптация                                  | Круг кинокритиков Лондона                      | «Актриса года»                                                              | Номинация           |
| 2002                | Адаптация                                  | Общество кинокритиков Феникса                  | «Лучшая женская роль второго плана»                                         | Номинация           |
| 2002                | Часы                                       | «Золотой глобус»                               | «Лучшая женская роль — драма»                                               | Номинация           |
| 2002                | Часы                                       | BAFTA                                          | «Лучшая женская роль»                                                       | Номинация           |
| 2002                | Часы                                       | Премия Гильдии киноактёров США                 | «Лучший актёрский состав»                                                   | Номинация           |
| 2002                | Часы                                       | «Спутник»                                      | «Лучшая женская роль — драма»                                               | Номинация           |
| 2002                | Часы                                       | Берлинский кинофестиваль                       | Премия «Серебряный медведь» за лучшую женскую роль                          | Победа              |
| 2002                | Часы                                       | Аутфест                                        | «Лучшая женская роль»                                                       | Победа              |
| 2002                | Часы                                       | Общество кинокритиков Лас-Вегаса               | «Лучшая женская роль второго плана»                                         | Номинация           |
| 2002                | Часы                                       | Общество кинокритиков Феникса                  | «Лучший актёрский состав»                                                   | Номинация           |
| 2003                | Ангелы в Америке                           | «Золотой глобус»                               | «Лучшая женская роль — мини-сериал или телефильм»                           | Победа              |
| 2003                | Ангелы в Америке                           | «Эмми»                                         | «Лучшая женская роль в мини-сериале или фильме»                             | Победа              |
| 2003                | Ангелы в Америке                           | Премия Гильдии киноактёров США                 | «Лучшая женская роль в телефильме или мини-сериале»                         | Победа              |
| 2003                | Ангелы в Америке                           | «Спутник»                                      | «Лучшая женская роль — мини-сериал или телефильм»                           | Победа              |
| 2003                | Ангелы в Америке                           | Премия имени Грейси Аллен                      | «Лучшая женская роль — драма»                                               | Победа              |
| 2004                | Маньчжурский кандидат                      | «Золотой глобус»                               | «Лучшая женская роль второго плана»                                         | Номинация           |
| 2004                | Маньчжурский кандидат                      | BAFTA                                          | «Лучшая женская роль второго плана»                                         | Номинация           |
| 2004                | Маньчжурский кандидат                      | «Сатурн»                                       | «Лучшая женская роль второго плана»                                         | Номинация           |
| 2004                |                                            | Американский институт киноискусства            | «Почётная премия за жизненные достижения»                                   | Победа              |
| 2004                |                                            | Московский международный кинофестиваль         | «Верю. Константин Станиславский»                                            | Победа              |
| 2006                | Дьявол носит Prada                         | «Оскар»                                        | «Лучшая женская роль»                                                       | Номинация           |
| 2006                | Дьявол носит Prada                         | «Золотой глобус»                               | «Лучшая женская роль — комедия или мюзикл»                                  | Победа              |
| 2006                | Дьявол носит Prada                         | BAFTA                                          | «Лучшая женская роль»                                                       | Номинация           |
| 2006                | Дьявол носит Prada                         | Премия Гильдии киноактёров США                 | «Лучшая женская роль»                                                       | Номинация           |
| 2006                | Дьявол носит Prada                         | «Спутник»                                      | «Лучшая женская роль — комедия или мюзикл»                                  | Победа              |
| 2006                | Дьявол носит Prada                         | MTV Movie Awards                               | «Лучший кинозлодей»                                                         | Номинация           |
| 2006                | Дьявол носит Prada                         | «Выбор критиков»                               | «Лучшая женская роль»                                                       | Номинация           |
| 2006                | Дьявол носит Prada                         | Ассоциация кинокритиков Чикаго                 | «Лучшая женская роль»                                                       | Номинация           |
| 2006                | Дьявол носит Prada                         | Круг кинокритиков Лондона                      | «Актриса года»                                                              | Победа              |
| 2006                | Дьявол носит Prada                         | Национальное общество кинокритиков США         | «Лучшая женская роль второго плана»                                         | Победа              |
| 2006                | Компаньоны                                 | Премия Gotham                                  | «Лучший актёрский состав»                                                   | Номинация           |
| 2006                | Компаньоны                                 | Национальное общество кинокритиков США         | «Лучшая женская роль второго плана»                                         | Победа              |
| 2008                | Сомнение                                   | «Оскар»                                        | «Лучшая женская роль»                                                       | Номинация           |
| 2008                | Сомнение                                   | «Золотой глобус»                               | «Лучшая женская роль — драма»                                               | Номинация           |
| 2008                | Сомнение                                   | BAFTA                                          | «Лучшая женская роль»                                                       | Номинация           |
| 2008                | Сомнение                                   | Премия Гильдии киноактёров США                 | «Лучшая женская роль»                                                       | Победа              |
| 2008                | Сомнение                                   | «Спутник»                                      | «Лучшая женская роль — драма»                                               | Номинация           |
| 2008                | Сомнение                                   | Национальный совет кинокритиков США            | «Лучший актёрский состав»                                                   | Победа              |
| 2008                | Сомнение                                   | «Выбор критиков»                               | «Лучшая женская роль»                                                       | Победа              |
| 2008                | Сомнение                                   | Ассоциация кинокритиков Чикаго                 | «Лучшая женская роль»                                                       | Номинация           |
| 2008                | Сомнение                                   | Круг кинокритиков Канзаса                      | «Лучшая женская роль»                                                       | Победа              |
| 2008                | Сомнение                                   | Круг кинокритиков Лондона                      | «Актриса года»                                                              | Номинация           |
| 2008                | Сомнение                                   | Общество кинокритиков Феникса                  | «Лучшая женская роль»                                                       | Победа              |
| 2008                | Сомнение                                   | Ассоциация кинокритиков Вашингтона             | «Лучшая женская роль»                                                       | Победа              |
| 2008                | Мамма миа!                                 | «Золотой глобус»                               | «Лучшая женская роль — комедия или мюзикл»                                  | Номинация           |
| 2008                | Мамма миа!                                 | «Спутник»                                      | «Лучшая женская роль — комедия или мюзикл»                                  | Номинация           |
| 2008                | Мамма миа!                                 | National Movie Awards                          | «Лучшая женская роль»                                                       | Победа              |
| 2008                | Мамма миа!                                 | «Грэмми»                                       | «Лучший альбом-сборник к фильму, телефильму или визуальным СМИ»             | Номинация           |
| 2009                | Джули и Джулия: Готовим счастье по рецепту | «Оскар»                                        | «Лучшая женская роль»                                                       | Номинация           |
| 2009                | Джули и Джулия: Готовим счастье по рецепту | «Золотой глобус»                               | «Лучшая женская роль — комедия или мюзикл»                                  | Победа              |
| 2009                | Джули и Джулия: Готовим счастье по рецепту | BAFTA                                          | «Лучшая женская роль»                                                       | Номинация           |
| 2009                | Джули и Джулия: Готовим счастье по рецепту | Премия Гильдии киноактёров США                 | «Лучшая женская роль»                                                       | Номинация           |
| 2009                | Джули и Джулия: Готовим счастье по рецепту | «Спутник»                                      | «Лучшая женская роль — комедия или мюзикл»                                  | Победа              |
| 2009                | Джули и Джулия: Готовим счастье по рецепту | «Выбор критиков»                               | «Лучшая женская роль»                                                       | Победа              |
| 2009                | Джули и Джулия: Готовим счастье по рецепту | Comedy Film Awards                             | «Лучшая женская роль»                                                       | Победа              |
| 2009                | Джули и Джулия: Готовим счастье по рецепту | Общество кинокритиков Бостона                  | «Лучшая женская роль»                                                       | Победа              |
| 2009                | Джули и Джулия: Готовим счастье по рецепту | Ассоциация кинокритиков Чикаго                 | «Лучшая женская роль»                                                       | Номинация           |
| 2009                | Джули и Джулия: Готовим счастье по рецепту | Круг кинокритиков Канзаса                      | «Лучшая женская роль»                                                       | Победа              |
| 2009                | Джули и Джулия: Готовим счастье по рецепту | Круг кинокритиков Лондона                      | «Актриса года»                                                              | Номинация           |
| 2009                | Джули и Джулия: Готовим счастье по рецепту | Круг кинокритиков Нью-Йорка                    | «Лучшая женская роль»                                                       | Победа              |
| 2009                | Джули и Джулия: Готовим счастье по рецепту | Общество кинокритиков Феникса                  | «Лучшая женская роль»                                                       | Победа              |
| 2009                | Простые сложности                          | «Золотой глобус»                               | «Лучшая женская роль — комедия или мюзикл»                                  | Номинация           |
| 2009                | Простые сложности                          | Национальный совет кинокритиков США            | «Лучший актёрский состав»                                                   | Победа              |
| 2009                | Простые сложности                          | Премия ирландского кинематографа и телевидения | «Лучшая интернациональная актриса»                                          | Победа              |
| 2011                | Железная леди                              | «Оскар»                                        | «Лучшая женская роль»                                                       | Победа              |
| 2011                | Железная леди                              | «Золотой глобус»                               | «Лучшая женская роль — драма»                                               | Победа              |
| 2011                | Железная леди                              | BAFTA                                          | «Лучшая женская роль»                                                       | Победа              |
| 2011                | Железная леди                              | AACTA Awards                                   | «Лучшая интернациональная актриса»                                          | Победа              |
| 2011                | Железная леди                              | Круг кинокритиков Лондона                      | «Актриса года»                                                              | Победа              |
| 2011                | Железная леди                              | Круг кинокритиков Нью-Йорка                    | «Лучшая женская роль»                                                       | Победа              |
| 2011                | Железная леди                              | Общество кинокритиков Денвера                  | «Лучшая женская роль»                                                       | Победа              |
| 2011                | Железная леди                              | Премия Гильдии киноактёров США                 | «Лучшая женская роль»                                                       | Номинация           |
| 2011                | Железная леди                              | Премия ирландского кинематографа и телевидения | «Лучшая интернациональная актриса»                                          | Номинация           |
| 2011                | Железная леди                              | Ассоциация кинокритиков Вашингтона             | «Лучшая женская роль»                                                       | Номинация           |
| 2011                | Железная леди                              | Ассоциация кинокритиков Чикаго                 | «Лучшая женская роль»                                                       | Номинация           |
| 2011                | Железная леди                              | «Выбор критиков»                               | «Лучшая женская роль»                                                       | Номинация           |
| 2011                | Железная леди                              | «Спутник»                                      | «Лучшая женская роль — драма»                                               | Номинация           |
| 2011                | Железная леди                              | Премия британского независимого кино           | «Лучшая женская роль»                                                       | Номинация           |
| 2012                |                                            | «Выбор народа»                                 | «Икона кинематографа»                                                       | Победа              |
| 2012                | Весенние надежды                           | «Золотой глобус»                               | «Лучшая женская роль — комедия или мюзикл»                                  | Номинация           |
| 2012                | Весенние надежды                           | «Выбор народа»                                 | «Любимая драматическая актриса»                                             | Номинация           |
| 2013                | Август: Графство Осейдж                    | «Оскар»                                        | «Лучшая женская роль»                                                       | Номинация           |
| 2013                | Август: Графство Осейдж                    | «Золотой глобус»                               | «Лучшая женская роль — комедия или мюзикл»                                  | Номинация           |
| 2013                | Август: Графство Осейдж                    | Премия Гильдии киноактёров США                 | «Лучшая женская роль»                                                       | Номинация           |
| 2013                | Август: Графство Осейдж                    | Премия Гильдии киноактёров США                 | «Лучший актёрский состав»                                                   | Номинация           |
| 2013                | Август: Графство Осейдж                    | «Спутник»                                      | «Лучшая женская роль»                                                       | Номинация           |
| 2013                | Август: Графство Осейдж                    | «Выбор критиков»                               | «Лучшая женская роль»                                                       | Номинация           |
| 2013                | Август: Графство Осейдж                    | AACTA Awards                                   | «Лучшая интернациональная актриса»                                          | Номинация           |
| 2013                | Август: Графство Осейдж                    | Ассоциация кинокритиков Вашингтона             | «Лучшая женская роль»                                                       | Номинация           |
| 2013                | Август: Графство Осейдж                    | Ассоциация кинокритиков Чикаго                 | «Лучшая женская роль»                                                       | Номинация           |
| 2013                | Август: Графство Осейдж                    | Общество кинокритиков Феникса                  | «Лучшая женская роль»                                                       | Номинация           |
| 2014                |                                            | Президентская медаль Свободы                   |                                                                             | Победа              |
| 2014                | Чем дальше в лес…                          | «Оскар»                                        | «Лучшая женская роль второго плана»                                         | Номинация           |
| 2014                | Чем дальше в лес…                          | «Золотой глобус»                               | «Лучшая женская роль второго плана»                                         | Номинация           |
| 2014                | Чем дальше в лес…                          | Премия Гильдии киноактёров США                 | «Лучшая женская роль второго плана»                                         | Номинация           |
| 2014                | Чем дальше в лес…                          | «Выбор критиков»                               | «Лучшая женская роль второго плана»                                         | Номинация           |
| 2014                | Чем дальше в лес…                          | AACTA Awards                                   | «Лучшая женская роль второго плана»                                         | Номинация           |
| 2016                |                                            | «Золотой глобус»                               | Премия Сесиля Б. Де Милля                                                   | Победа              |
| 2016                | Флоренс Фостер Дженкинс                    | «Оскар»                                        | «Лучшая женская роль»                                                       | Номинация           |
| 2016                | Флоренс Фостер Дженкинс                    | «Золотой глобус»                               | «Лучшая женская роль — комедия или мюзикл»                                  | Номинация           |
| 2016                | Флоренс Фостер Дженкинс                    | BAFTA                                          | «Лучшая женская роль»                                                       | Номинация           |
| 2016                | Флоренс Фостер Дженкинс                    | Премия Гильдии киноактёров США                 | «Лучшая женская роль»                                                       | Номинация           |
| 2016                | Флоренс Фостер Дженкинс                    | «Выбор критиков»                               | «Лучшая женская роль в комедии»                                             | Победа              |
| 2016                | Флоренс Фостер Дженкинс                    | «Спутник»                                      | «Лучшая женская роль»                                                       | Номинация           |
| 2017                | Секретное досье                            | «Оскар»                                        | «Лучшая женская роль»                                                       | Номинация           |
| 2017                | Секретное досье                            | «Золотой глобус»                               | «Лучшая женская роль — драма»                                               | Номинация           |
| 2017                | Секретное досье                            | «Выбор критиков»                               | «Лучшая женская роль»                                                       | Номинация           |
| 2017                | Секретное досье                            | Общество кинокритиков Денвера                  | «Лучшая женская роль»                                                       | Номинация           |
| 2017                | Секретное досье                            | Национальный совет кинокритиков США            | «Лучшая женская роль»                                                       | Победа              |
| 2017                | Секретное досье                            | Ассоциация кинокритиков Вашингтона             | «Лучшая женская роль»                                                       | Номинация           |
| 2019                | Большая маленькая ложь                     | «Золотой глобус»                               | «Лучшая женская роль второго плана — мини-сериал, телесериал или телефильм» | Номинация           |
| 2019                | Большая маленькая ложь                     | «Эмми»                                         | «Лучшая женская роль второго плана в драматическом сериале»                 | Номинация           |
| 2019                | Большая маленькая ложь                     | Премия Гильдии киноактёров США                 | «Лучший актёрский состав в драматическом сериале»                           | Номинация           |
| 2019                | Большая маленькая ложь                     | «Спутник»                                      | «Лучшая женская роль второго плана — мини-сериал, телесериал или телефильм» | Номинация           |
| 2019                | Большая маленькая ложь                     | «Выбор критиков»                               | Лучшая женская роль второго плана в драматическом сериале                   | Номинация           |
| 2020                | Выпускной                                  | «Спутник»                                      | «Лучшая женская роль — комедия или мюзикл»                                  | Номинация           |
| 2021                | Не смотрите наверх                         | Премия Гильдии киноактёров США                 | «Лучший актёрский состав»                                                   | Номинация           |
| 2023                | Убийства в одном здании                    | «Золотой глобус»                               | «Лучшая женская роль второго плана — мини-сериал, телесериал или телефильм» | Номинация           |
| 2023                | Убийства в одном здании                    | «Эмми»                                         | «Лучшая женская роль второго плана в комедийном сериале»                    | Ожидается           |
| 2023                | Убийства в одном здании                    | Премия Гильдии киноактёров США                 | «Лучший актёрский состав в комедийном сериале»                              | Номинация           |
| 2023                | Убийства в одном здании                    | «Спутник»                                      | «Лучшая женская роль второго плана — мини-сериал, телесериал или телефильм» | Номинация           |
| 2023                | Убийства в одном здании                    | «Выбор критиков»                               | Лучшая женская роль второго плана в комедийном сериале                      | Победа              |
| 2024                |                                            | Каннский кинофестиваль                         | Почётная Золотая пальмовая ветвь                                            | Победа              |